# Vinyloxiraan
Vinyloxiraan of 2-vinyloxiraan is het mono-epoxide van 1,3-butadieen. Het is een heldere, kleurloze vloeistof die zeer licht ontvlambaar is.
Er bestaat een (R)-  en (S)-stereo-isomeer van. (R)-vinyloxiraan heeft CAS-nummer 62249-81-4; (S)-vinyloxiraan heeft CAS-nummer 62249-80-3.

## Synthese
Vinyloxiraan wordt bereid uit 1,3-butadieen en een peroxide, bijvoorbeeld waterstofperoxide.

## Toepassingen
Vinyloxiraan is een tussenproduct, vooral op het gebied van polymeren.
Vinyloxiraan kan op twee manieren een polymeer vormen, omdat zowel de vinylgroep als de epoxidegroep kunnen deelnemen aan polymerisaties. Wanneer de vinylgroep zorgt voor de polymeerketen wordt een polyalkyleen met oxiraan-zijgroepen (links) gevormd; wanneer de ringopening van de oxiraangroep de polymeerketen vormt wordt een polyether met ethyleen-zijgroepen (rechts) verkregen. De naam poly(vinyloxiraan) is dubbelzinnig, want het kan op beide structuren betrekking hebben. In zulk geval dient men volgens de IUPAC-richtlijnen de klasse van het polymeer samen met het monomeer te vernoemen, met een dubbelpunt ertussen; dus respectievelijk polyalkyleen:vinyloxiraan en polyether:vinyloxiraan.

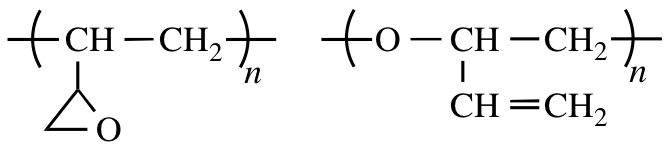
Links het polyalkyleen:vinyloxiraan; rechts de polyether:vinyloxiraan

De selectieve katalytische hydrogenering van vinyloxiraan geeft ethyloxiraan.
Katalytische isomerisatie van vinyloxiraan levert 2,5-dihydrofuraan, dat gereduceerd kan worden tot tetrahydrofuraan.

## Toxicologie en veiligheid
Vinyloxiraan is een erg reactieve stof. Ze kan reageren met oxiderende stoffen. Ze kan polymeriseren wanneer ze wordt verhit of in aanwezigheid van een geschikte katalysator. De polymerisatie kan hevig zijn. Ze moet koel bewaard worden (2-8 °C). Vinyloxiraan is zeer licht ontvlambaar.